# 바바 겐지
바바 겐지(일본어: 馬場 賢治, 1985년 7월 7일 ~ )는 일본의 전 축구 선수이다.

## 구단 경력
그는 2008년부터 2020년까지 J리그의 비셀 고베, 쇼난 벨마레, 미토 홀리호크, 카마타마레 사누키, 오이타 트리니타, FC 기후, 가고시마 유나이티드 FC에서 활동하였다.